# San Lorenzo in Banale
San Lorenzo in Banale este o comună din provincia Trento, regiunea Trentino-Alto Adige, Italia, cu o populație de 1.157 de locuitori și o suprafață de 61.41 km².

## Demografie
Format:Demografia/San Lorenzo in Banale